# Вільяфранка-де-Ебро
Вільяфранка-де-Ебро (ісп. Villafranca de Ebro) — муніципалітет в Іспанії, у складі автономної спільноти Арагон, у провінції Сарагоса. Населення — 837 осіб (2010).
Муніципалітет розташований на відстані близько 290 км на північний схід від Мадрида, 20 км на схід від Сарагоси.

## Демографія
Динаміка населення (INE ):

## Галерея зображень

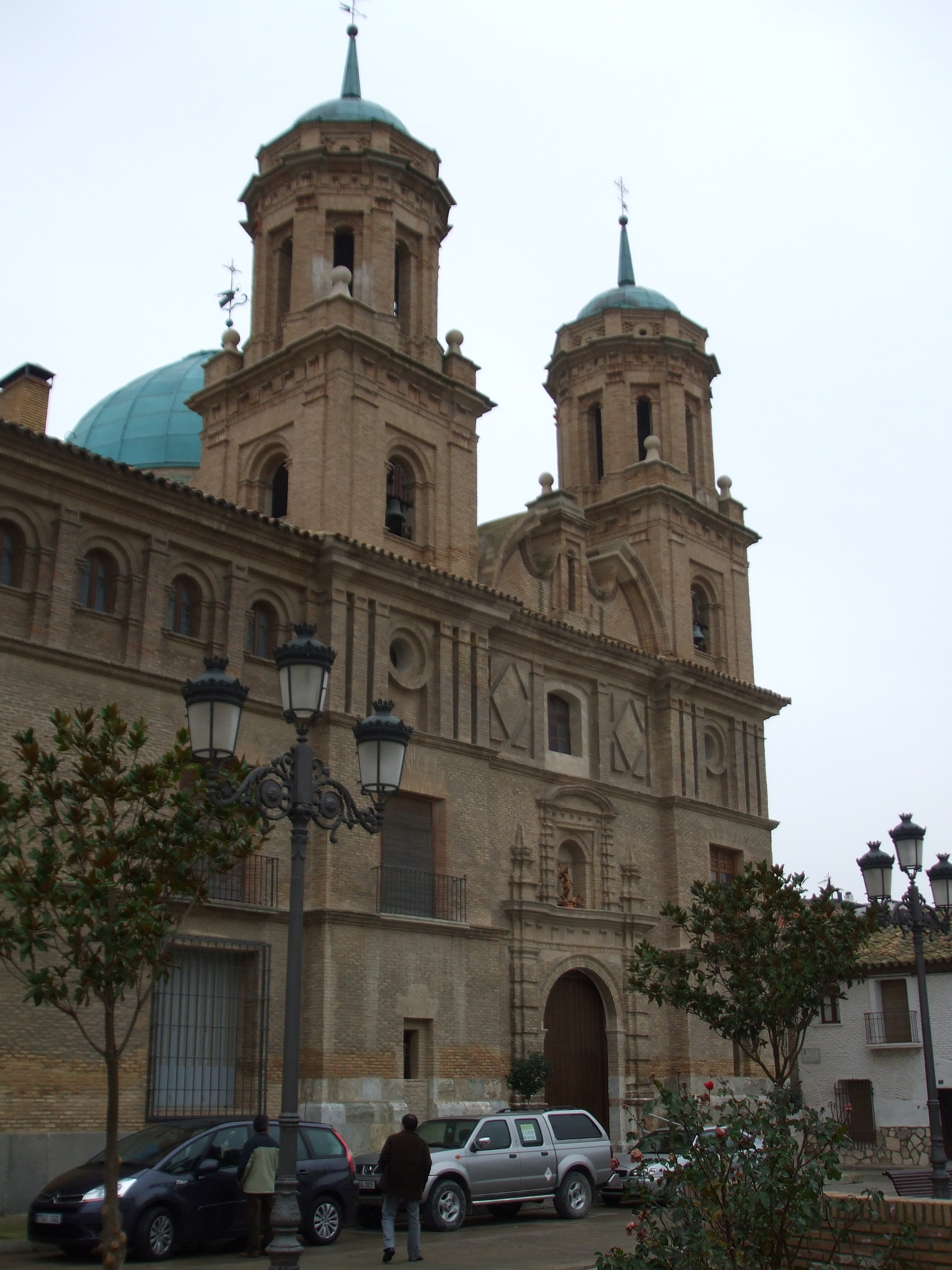
Церква Сан-Мігель